# Dominic Bird
Pour les articles homonymes, voir Bird.

a Compétitions nationales et continentales officielles uniquement.

b Matchs officiels uniquement.
Dernière mise à jour le 30 juillet 2024.
Dominic Bird, né le 9 avril 1991 à Waipukurau (Nouvelle-Zélande), est un joueur de rugby à XV international néo-zélandais, évoluant au poste de deuxième ligne.

## Carrière

### En club
Dominic Bird commence à jouer au rugby dans sa région natale de Hawke's Bay avec le collège de Central Hawkes Bay, suivant ainsi les traces de son père, John, qui a joué avec l'équipe provinciale à 82 reprises entre 1981 et 1992. Dominic joue aussi avec les équipes des moins de 18 ans et moins de 20 ans de Hawke's Bay.
En 2009, il part dans la région de Canterbury pour suivre des études de gestion environnementale avec la Lincoln University. Il poursuit ensuite sa formation rugbystique avec la province de Canterbury, et fait ses débuts professionnels en NPC en 2011.
Dès 2011 également, il joue avec l'équipe de développement (espoir) de la franchise des Crusaders, avec qui il joue pendant deux saisons.
En 2013 il est promu dans l'effectif des Crusaders pour disputer le Super Rugby. Avec cette équipe, il dispute 31 matchs en trois saisons, malgré la concurrence des All Blacks Sam Whitelock et Luke Romano à son poste,.
À la recherche de plus de temps de jeu, il signe un contrat de deux saisons avec les Chiefs en 2016, où il s'impose comme un titulaire indiscutable en deuxième ligne aux côtés de l'international Brodie Retallick,. En 2017, il est titulaire lors du match opposant sa franchise aux Lions britanniques, match qui se termine par une défaite (34-6). Il prolonge ensuite son contrat pour une saison supplémentaire, mais ne joue qu'une seule rencontre en 2018 après une blessure à l'épaule,.
En mai 2018, il décide de rejoindre le Top 14 et plus particulièrement le Racing 92. Il joue trois saisons avec le club francilien, avec qui il est finaliste de Coupe d'Europe en 2020,. En mai 2021, bien qu'il ait récemment prolongé son contrat, il demande à être libéré de son contrat au terme de la saison pour des raisons personnelles, et retourne vivre en Nouvelle-Zélande,.
De retour dans son pays natal, il s'engage avec la province de Wellington pour la saison 2021 de NPC, et la franchise des Hurricanes pour la saison 2022 de Super Rugby. Il manque toutefois l'intégralité de sa première saison de Super Rugby à cause d'une blessure et ne fait ses débuts avec les Hurricanes qu'en 2023.
Dominic Bird annonce mettre un terme à sa carrière de joueur en décembre 2023, à l'âge de 32 ans.

### En équipe nationale
En 2011, Dominic Bird est sélectionné avec l'équipe de Nouvelle-Zélande des moins de 20 ans pour participer aux championnats du monde junior 2011. Il évolue alors aux côtés de nombreux futurs All Blacks comme Beauden Barrett, Sam Cane ou Brodie Retallick. Il est remplaçant lors de la finale remportée face à l'Angleterre.
En mai 2013, il est sélectionné pour la première fois par Steve Hansen pour évoluer avec les All Blacks. Il connait sa première cape internationale le 2 novembre 2013 à l'occasion d'un match contre l'équipe du Japon à Tokyo,. Il devient à cette occasion le plus grand joueur de l'histoire de la sélection nationale, dominant d'un centimètre Mark Cooksley (en). Il connait sa seconde sélection un an plus tard, contre l'équipe d'Écosse.
Après trois années d'absence en sélection en raison de blessures, il fait son retour lors de la tournée de novembre 2017 en Europe et joue deux rencontres considérée comme non officielles, contre les Barbarians et France XV,.

## Palmarès

### En club et province
- Vainqueur du National Provincial Championship en 2011, 2012, 2013, 2015, 2016 et 2017 avec Canterbury, et en 2022 avec Wellington.
- Finaliste du Super Rugby en 2014 avec les Crusaders.
- Finaliste de la Coupe d'Europe en 2020 avec le Racing 92.

## Statistiques
Dominic Bird compte 2 capes en équipe de Nouvelle-Zélande, dont deux en tant que titulaire, depuis sa première sélection le 2 novembre 2013 contre l'équipe du Japon à Tokyo.